# جرجیا بنکارت
جرجیا مک کلور بنکارت (به انگلیسی: Georgia McClure Benkart)؛ زادهٔ ۱۹۴۹ – ۲۹ آوریل ۲۰۲۲) ریاضیدان اهل آمریکا بود. بنکارت بیشتر به دلیل کارهایش در نظریه جبرها و گروههای لی نامبردار بود. او که شاگرد ناتان جیکوبسون در دانشگاه ییل بود، در مؤسسه مطالعات پیشرفته به کار سرگرم شد. کارهای او سهم مهمی در رده بندی جبرهای لی ساده داشت. بنکارت در دهه ۹۰ با افیم زلمانوف برای رده بندی جبرهای لی همکار کرد. این دو توانستند نقش بزرگی در این رده بندی ایفا کنند. بنکارت سپس این نتایج را گسترش داد. وی همچنین به جبر ناجابجایی و ترکیبیات نیز علاقه‌مند بود.